# 大乘義章
《大乘義章》，佛教論書，由隋代淨影寺慧遠所作，共20卷。依阿毘達磨（Abhidharma）分門論述佛理之書。

## 內容
《大乘義章》是一部百科全書式的佛教著作，詳細解釋佛教各個基本觀念。最初有14卷，內容分成五聚－教法聚、義法聚、染法聚、淨法聚、雜法聚，共二百四十九科。現行本中，雜法聚己失傳，只存四聚，分成二十卷，二百二十二門。
《大正藏》的二十卷本，是以大谷大學藏延寶二年（1674）和刻本為底本，參酌村上專精氏藏本（延寶二年）、日本宮內廳正倉院《聖語藏》卷九、卷十三、卷十四等殘卷合校。《大乘義章》另有日本寺院寫本和敦煌寫本。
「教法聚」共三門，解釋經教，列大小二乘教相及三藏、十二部經；「義法聚」共二十六門，解釋佛性、二諦、四諦、因緣、空性等義理；「染法聚」共六十門，解釋染法之煩惱、諸業與苦報；「淨法聚」共一百三十三門，解釋淨法之因與果；「雜法聚」推測二十九門，已不存。

## 外部連結
- 《大乘義章》CBETA 電子版 （页面存档备份，存于）
- 大乘義章--佛光大辭典(慈怡法師主編)

1. ↑  陳淑萍.  (PDF).   [2024-05-11]. （原始内容存档 (PDF)于2024-07-22）.